# Tuchfabrik Aachen

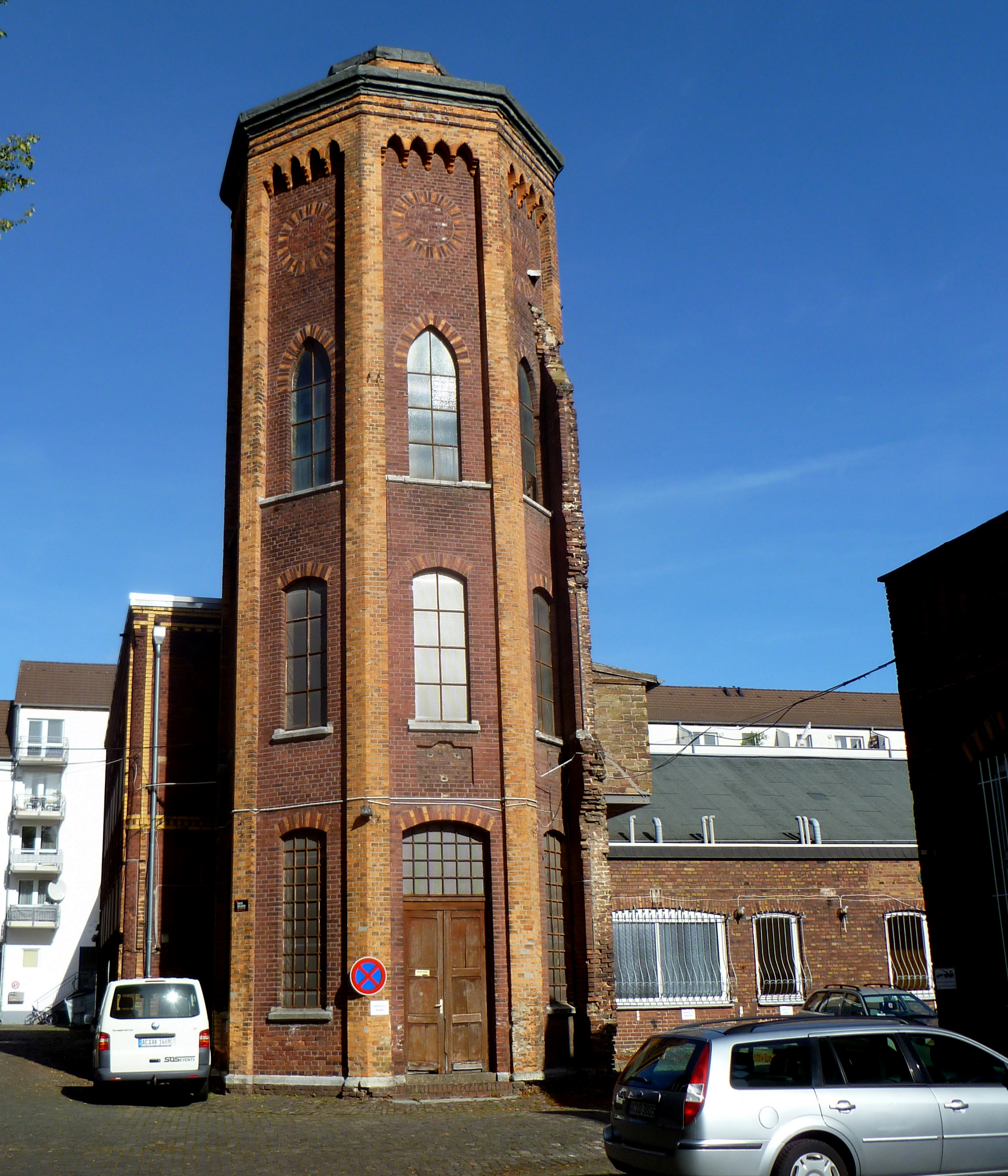
Intzeturm der ehemaligen Tuchfabrik Aachen AG

Die Tuchfabrik Aachen AG war eines der größeren Textilunternehmen Aachens. Sie wurde 1859 von den Unternehmern Alfred Ritz und Conrad Vogel in Aachen zunächst unter dem Namen „Ritz & Vogel“  gegründet und 1873 in eine nach Plänen von Otto Intze neu erbauten Fabrikanlage an der Charlottenstraße am Ufer des Beverbachs im Frankenberger Viertel, das zu jener Zeit noch zum Nachbarort Burtscheid gehörte, überführt. Im Jahr 1887 wurde der Komplex von den Fabrikanten Siegmund Sternau und Albert Süskind übernommen, die ihre in den 1870er-Jahren gegründete Tuchfabrik „Süskind & Sternau“ mit einbrachten und das neue Gesamtunternehmen 1897 in „Tuchfabrik Aachen AG“ umwandelten.
Nach Teilzerstörungen im Zweiten Weltkrieg konnte die „Tuchfabrik Aachen AG“ nicht mehr an ihre Vorkriegserfolge anknüpfen und ging 1952 in Konkurs. Ein Großteil der alten Gebäude konnte zwar erhalten und für ihre neuen Verwendungen als Büro- und Gewerbeimmobilie restauriert und saniert werden, jedoch lediglich der so genannte Intzeturm wurde 1989 unter Denkmalschutz gestellt.

## Geschichte

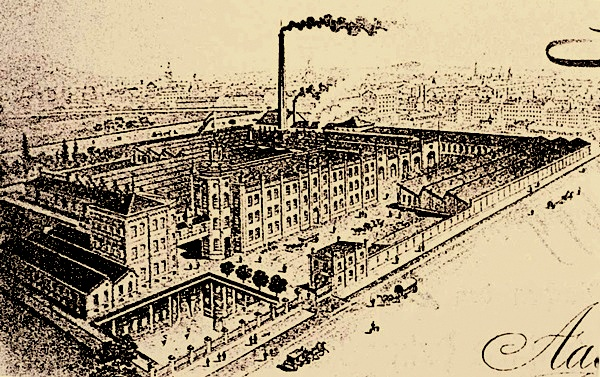
Tuchfabrik Aachen AG um 1925

Der Fabrikant Alfred Raimund Ritz (1834–1886) mietete mit seinem Partner Conrad Vogel in der Aachener Franzstraße 24–26 von der Familie Suermondt einen Gebäudekomplex an, in dem sie zusammen 1859 ihre neue Tuchfabrik „Ritz & Vogel“ einrichteten. Bereits wenige Jahre später verzeichneten sie derart gute Umsätze, dass eine Verlegung der Betriebsstätte nötig wurde und sie erhielten schließlich 1873 die Genehmigung zum Bau einer neuen Fabrik an der Charlottenstraße mit den Wasserrechten an dem Beverbach. Sie ließen dort nach Plänen von Otto Intze einen neuen großzügigen Fabrikkomplex mit zwei Sheddachhallen, Tuchlagern, Arbeitshallen sowie einem Maschinenraum, Treppenturm und Verwaltungsgebäude erbauen und konnten diese Anlage schließlich im Jahr 1874 beziehen. Dies war Intzes zweiter Fabrikbau nach der Tuchfabrik Lochner in Aachen und der erste örtliche Sheddachbau.
Nach der Verlegung der Tuchfabrik in die Charlottenstraße zog sich der Co-Gesellschafter Alfred Ritz allmählich aus dem laufenden Tagesgeschehen zurück. Er widmete sich fortan seiner zweiten Leidenschaft, der Theaterkultur, und übernahm von 1881 bis 1883 die Aufgabe des Direktors am Theater Aachen. Anschließend zog er mit seiner Familie nach Austin in Texas, wo er 1886 verstarb. Im Jahr 1887 verkaufte sein früherer Geschäftspartner Conrad Vogel die Tuchfabrik an die jüdischen Fabrikanten Siegmund Sternau (1847–1895) aus Büren und Albert Süskind (geb. 1847) aus Oberdollendorf, die als Kapital ihre seit 1877 gemeinsam geführte Tuchfabrik „Süskind & Sternau“ aus der Lothringer Straße in Aachen in das neue Unternehmen mit einbrachten. Die Fabrik „Süskind & Sternau“ bestand aus Spinnerei, Weberei und Appretur und es wurden Damen- und Herrenstoffe hergestellt.

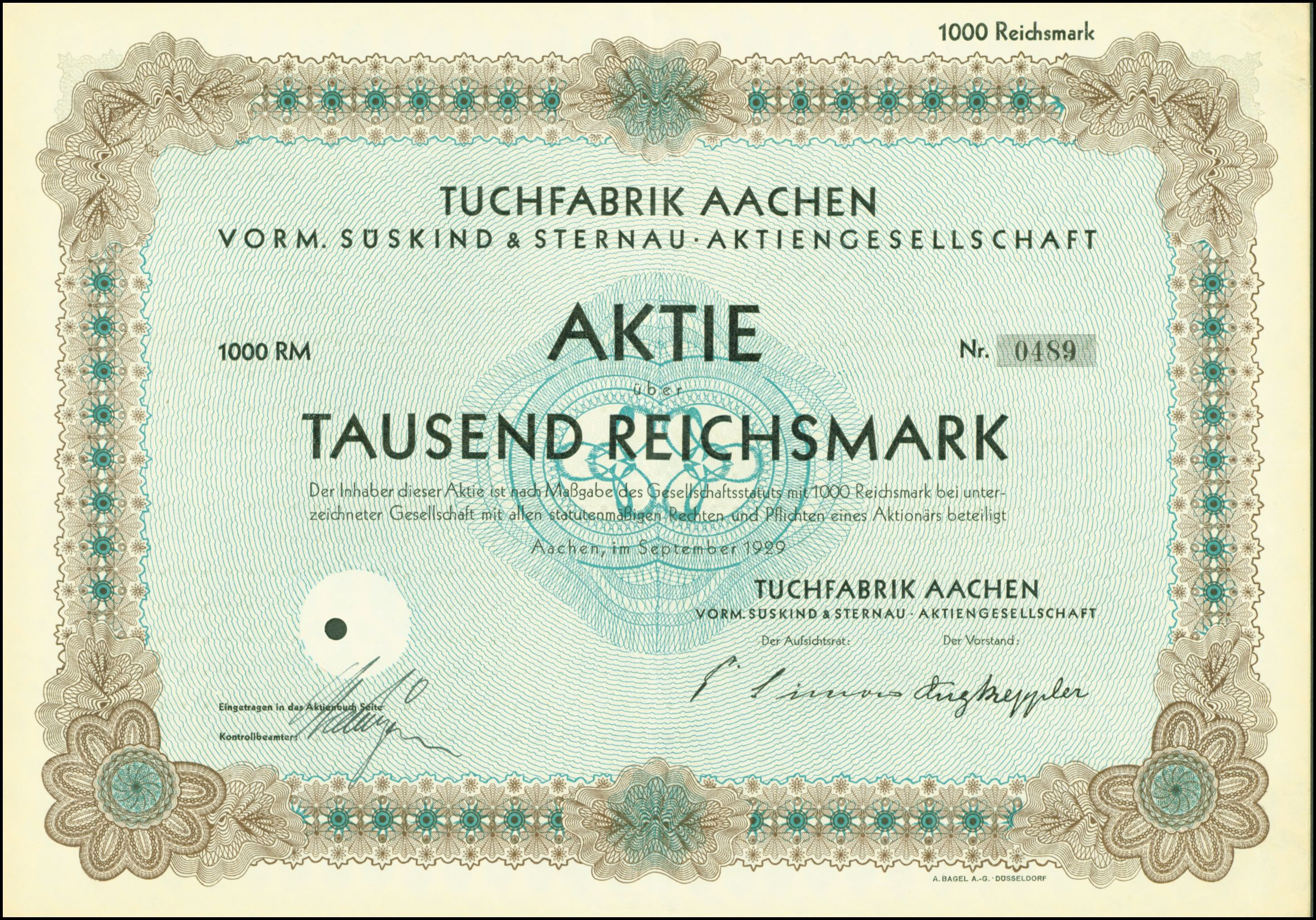
Aktie über 1000 RM der Tuchfabrik Aachen vorm. Süskind & Sternau AG vom September 1929

Zwei Jahre nach dem frühen Tod von Siegmund Sternau und dem Ausstieg des Co-Gesellschafters Albert Süskind, der im Historischen Adressbuch Aachens von 1899 als „Rentner“ eingetragen ist, und da die Söhne von Sternau noch zu jung für eine Übernahme waren, wurde das Unternehmen 1897 zu einer Aktiengesellschaft umgestellt und firmierte fortan als „Tuchfabrik Aachen vormals Süskind und Sternau AG“. In der Folgezeit entwickelte sich das Unternehmen zu einer der größten Tuchfabriken Aachens und beschäftigte in seinen besten Jahresbilanzen bis zu 1.200 Weber. Auch die wirtschaftlich schwierige Zeit nach dem Ersten Weltkrieg überstand die Tuchfabrik ohne größere Einbußen, während andere Aachener Großfabriken wie beispielsweise die Tuchfabrik Erckens und die Tuchfabrik Delius im Jahr 1932 aufgeben mussten und dabei insgesamt mehr als 1.400 Arbeitskräfte arbeitslos wurden.
Da die beiden Söhne von Siegmund Sternau, Kurt Sternau (geb. 1881 in Aachen, gest. 1938 in Berlin) und Alfred Paul Sternau (geb. 1890 in Aachen, gest. 1943 in Auschwitz, Jurist, Filmregisseur und Filmproduzent) nicht in das Unternehmen eingestiegen und somit keine Juden in der Firmenleitung mehr vertreten waren und da die Aktiengesellschaft von einem nichtjüdischen Vorstand geführt wurde, blieb das Unternehmen in der Zeit des Nationalsozialismus von einer möglichen Arisierung verschont, wobei lediglich der Zusatz „vormals Süskind und Sternau“ ab 1939 aus der Firmenbezeichnung getilgt wurde. Als Vorstandsvorsitzender der Aktiengesellschaft wurde ab 1932 Willi Rüggeberg und ab 1943 Ernst Stein sowie als Vorsitzender des Aufsichtsrates Hans Simon (1880–1960), Direktor der Dresdner Bank Aachen, in den Bilanzen aufgeführt.
Im Zweiten Weltkrieg wurden nur Teile der Fabrik zerstört und die Produktion konnte mit Einschränkungen weitergeführt werden. Schwierige soziale und strukturelle Verhältnisse nach dem Krieg und die Auswirkungen der Koreakrise führten dazu, dass das Unternehmen als größte Tuchfabrik Aachens der Nachkriegszeit im Jahr 1952 Konkurs anmelden musste und rund 640 Mitarbeiter ihre Arbeitsplätze verloren. Nach umfangreichen Sanierungen übernahmen zunächst gewerbliche Nutzer und Abteilungen der RWTH Aachen sowie ab 1973 die SaGeBau AG (Sanierungs- und Gewerbebau-Aktiengesellschaft) die Gebäude.

## Gebäude
Ein Großteil der 1873 errichteten Fabrikgebäude sind erhalten geblieben und durchaus noch als solche zu erkennen, obwohl die Modernisierungsmaßnahmen bewirkt haben, dass lediglich der so genannte Intzeturm die Kriterien für die Aufnahme in die Denkmalschutzliste erfüllt. Nicht mehr vorhanden sind unter anderem das Hauptgebäude, das Kesselhaus mit dem Schornstein sowie die Pumpenhäuser für das Löschwasser, die dazu dienten, das Wasser aus dem Löschwasserteich in den Turm zu pumpen. Die Löschwasserbecken selbst sind weiterhin sichtbar vorhanden, allerdings vertrocknet und mit Moosen, Gräsern und Unkrautpflanzen zugewachsen.
Dieser dreigeschossige achteckige Turm hatte eine Dreifachfunktion und diente zum einen als Treppenturm für das mittlerweile weitgehend zerstörte Hauptgebäude der Fabrik, für das Walkhaus (Presshaus) und für das Bürogebäude, die früher alle miteinander verbunden waren. Zum anderen war er als Wasserbehälter für das Löschwasser konzipiert und sollte zudem mit seinem inneren Kernschacht als Schornstein dienen, der jedoch nie benutzt wurde, da sich am Kesselhaus ein separater Schornstein befand.
Im Rahmen der Sanierungsmaßnahmen am Turm mussten unter anderem die Brüstungen der oberen Plattform und des Tambours entfernt und die Wände des Gebäudes mit nicht sichtbaren Ringankern verstärkt werden.
Der weitere Gebäudebestand der alten Fabrik umfasst folgende Objekte:

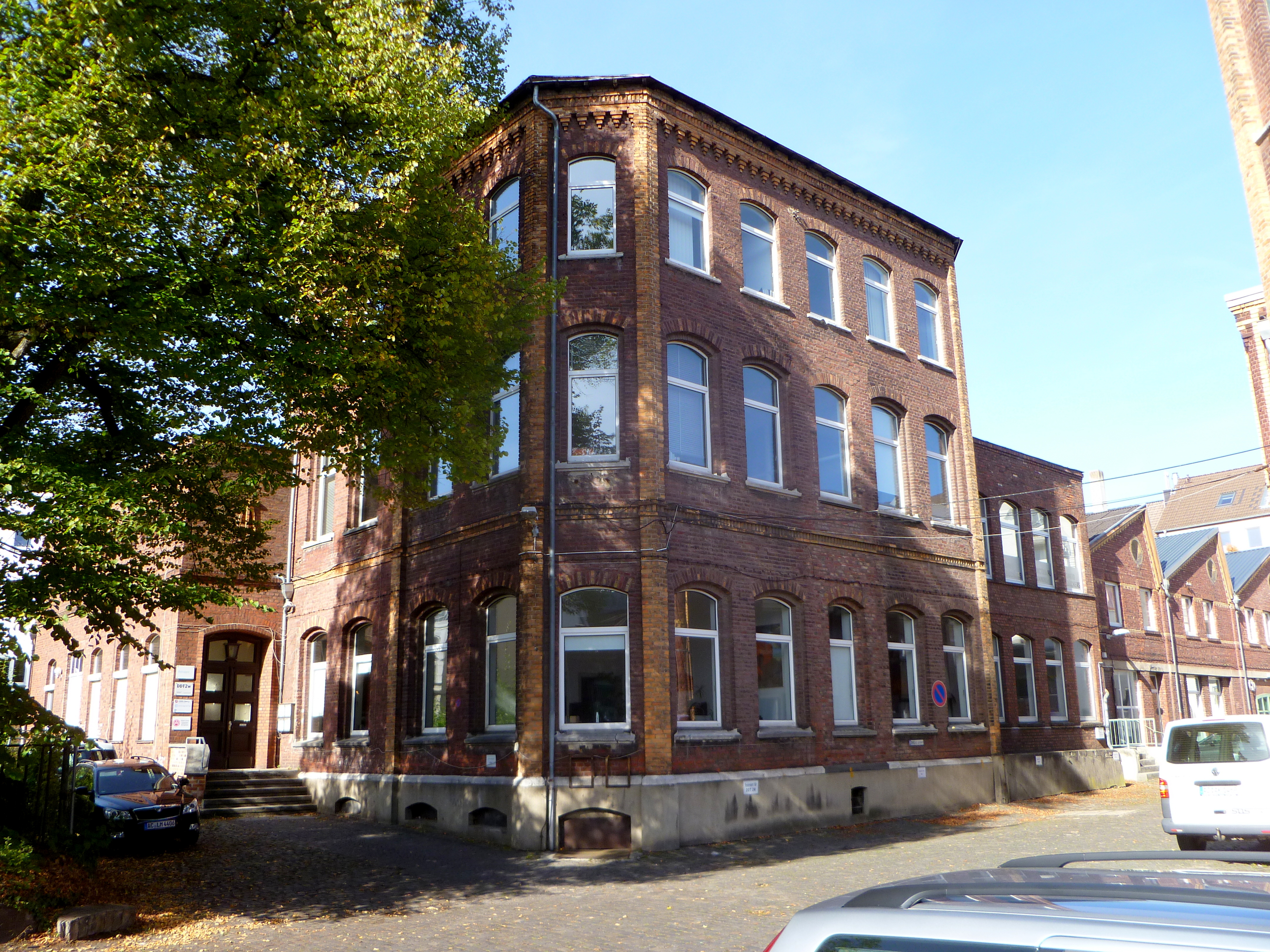
Tuchfabrik Aachen AG – Verwaltungs- und Bürogebäude

- Das Bürogebäude ist äußerlich noch weitestgehend im Originalzustand von 1873 geblieben, lediglich der Sockel wurde verputzt und der Blaustein an den Fensterbänken durch Betonsteinwerk ersetzt. An der Ostseite des Hauses sind die Rudimente einer Brücke zu erkennen, die das Bürohaus einst mit dem Turm verband.
- Das Pförtnerhaus erbaut um 1874  mit drei zu zwei Achsen und mit einem Pultdach, wurde später um ein Geschoss aufgestockt.
- Das Presshaus von 1874, in dem die Walkerei untergebracht war,  wurde von allen Gebäuden am stärksten verändert und besitzt nur noch wenig von seiner alten Substanz.
- Die nördliche Sheddachhalle aus dem gleichen Baujahr diente anfangs als Lager und wurde wenig später zu einer Stopferei umgerüstet. Dafür wurden unter anderem die stufenförmigen Giebel begradigt und weitere Fenster in der Fassade eingebaut.
- Die südliche Sheddachhalle, nachträglich errichtet um 1895 als dreiachsiger Bau, wurde ein Jahr später erweitert und 1908 mit dem letzten Abschnitt bis zum Pförtnerhaus vollendet.

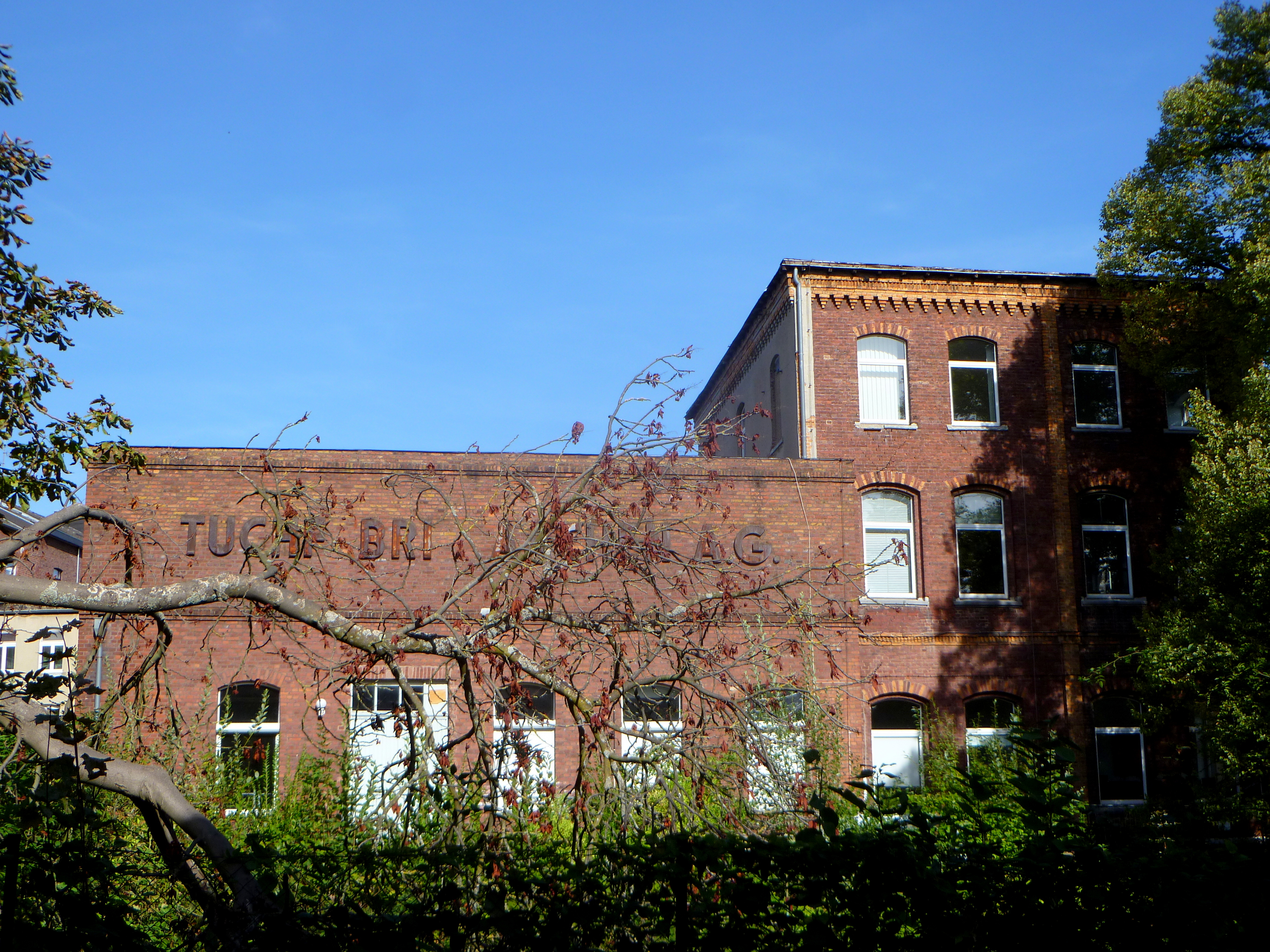
Tuchlager am Bürogebäude

- Das fünfachsige Tuchlager, erbaut 1873, welches sich südlich am Bürogebäude anschließt, war ursprünglich ebenfalls eine Sheddachhalle und wurde mehrfach verändert. Es wurde mit einem Flachdach aufgestockt, die ehemals vier Fensteröffnungen wurden um ein weiteres Fenster erweitert sowie eines der Fenster zu einer als Toreinfahrt umgebaut. Der Sockelbereich wurde verputzt und die Mauervorsprünge von einer glatten Ziegelwand ersetzt, an der in großen, heute nicht mehr vollständigen Metallbuchstaben der Unternehmensname befestigt ist.
- Von einer weiteren alten Lagerhalle, deren Dach 1943 zerstört worden war, konnten die Ziegelmauern und das Gesimse mit gelben Klinkern gerettet werden. Nach der letzten Restaurierung wurde die Halle unter anderem zu einer Garage umfunktioniert.
- Das Maschinenhaus von 1874 ist als Ganzes noch erhalten, es fehlt lediglich das Gesims. Das Tor wurde durch ein modernes Stahltor ersetzt. Das mit dem Maschinenhaus verbundene ehemalige Kesselhaus wurde 1994 abgerissen und dabei Reste des alten Schornsteins gefunden.